# Роланд Хаберзетцер
Роланд Хаберцетцер (фр. Roland Habersetzer; нар. 28 травня 1942, Франція) — французький майстер бойових мистецтв, педагог, автор численних праць і засновник школи «Tengu-no-michi». Він є одним із провідних європейських експертів з японських та китайських бойових мистецтв, зокрема карате, кобудо, тайцзіцюань та кунг-фу.

## Життєпис
Роланд Хаберцетцер розпочав свою практику бойових мистецтв у 1957 році з дзюдо, а наступного року відкрив для себе карате, яке лише починало розвиватися у Франції. У 1961 році він отримав чорний пояс 1-го дану, ставши одним із перших і наймолодших володарів чорного поясу в Європі того часу.
У 1962 році Хаберцетцер заснував секцію карате при Страсбурзькому університетському клубі, де працював до 1990 року. Це був перший додзьо на сході Франції, з якого вийшло багато майстрів карате, і яке здобуло репутацію «кузні талантів» для європейського карате.
У 1974 році, розчарувавшись у спортивному карате, Хаберцетцер заснував «Centre de Recherche Budo» (Центр досліджень будо), міжнародну організацію, метою якої було об'єднати всіх шанувальників будо, стурбованих майбутнім китайських та японських бойових мистецтв.
У 1992 році в Японії він отримав 8-й дан карате та титул шихана від о-сенсея Цунеоші Огури. У 2006 році йому було присвоєно 9-й дан та титул хансі, а також титул соке (засновник школи) його власного стилю «Tengu-no-michi» (Шлях Тенгу).

## Творчість та педагогічна діяльність
Хаберцетцер є автором понад 70 книг з бойових мистецтв, серед яких «Енциклопедія бойових мистецтв Далекого Сходу», «Карате-до», «Кобудо», «Ніндзюцу», «Кунг-фу» та інші. Його праці стали важливим джерелом знань для практиків бойових мистецтв у Франції та за її межами.
Як педагог, Хаберцетцер викладав історію та географію в французькій школі протягом 37 років, одночасно активно займаючись викладанням бойових мистецтв. Він проводив численні семінари та майстер-класи по всьому світу, сприяючи популяризації традиційних бойових мистецтв.

## Визнання та нагороди
- 1992 рік — присвоєно 8-й дан карате та титул шихана в Японії.
- 2006 рік — присвоєно 9-й дан та титул хансі, а також титул соке школи «Tengu-no-michi».
- 2000 рік — разом з дружиною Габріель Хаберцетцер отримав премію за техніку та педагогіку від Міністерства спорту Франції.